# バーニョ・ディ・ロマーニャ
バーニョ・ディ・ロマーニャ（伊: Bagno di Romagna）は、イタリア共和国エミリア＝ロマーニャ州フォルリ＝チェゼーナ県にある、人口約5,600人の基礎自治体（コムーネ）。

## 地理

### 位置・広がり

#### 隣接コムーネ
隣接するコムーネは以下の通り。括弧内のARはアレッツォ県所属を示す。
- ビッビエーナ (AR)
- キウージ・デッラ・ヴェルナ (AR)
- メルカート・サラチェーノ
- ポッピ (AR)
- プラトヴェッキオ・スティーア (AR)
- サンタ・ソフィーア
- サルシナ
- ヴェルゲレート

### 気候分類・地震分類
バーニョ・ディ・ロマーニャにおけるイタリアの気候分類 (it) および度日は、zona E, 2789 GGである。
また、イタリアの地震リスク階級 (it) では、zona 2 (sismicità media) に分類される。

## 行政

### 分離集落
バーニョ・ディ・ロマーニャには、以下の分離集落（フラツィオーネ）がある。
- Acquapartita, Bagno di Romagna, Careste, Casanova dell'Alpe, Crocedevoli, Crocesanta, Larciano, Montegranelli, Monteguidi, Paganico, Pietrapazza, Poggio alla Lastra, Ridracoli, Rio Petroso, Rio Salso, Saiaccio, San Piero in Bagno (sede comunale), San Silvestro, Selvapiana, Strabatenza, Valgianna, Vessa

## 姉妹都市
- Moutiers、フランス
- Rapperswil、スイス